# Amiel Cayo Coaquira
Amiel Cayo Coaquira (Puno, 1969) es un actor de teatro, cine y televisión y artista plástico peruano.

## Biografía
Amiel Cayo Coaquira nació en la ciudad de Puno en 1969. A los 14 años ingresó en el grupo artístico puneño Quaternario y empezó a actuar en el teatro, donde trabajó con el conjunto Escena Inka. En 1988 fundó en Puno el Centro de Investigación y Producción Teatral Yatiri. En ese tiempo escribió y dirigió los dramas El Zorro y el Cuy, Juegos de Muerte y otros. En 1990 ingresó al grupo Yuyachkani (“estoy recordando”), con el cual viajó en varios países de Latinoamérica, Norteamérica, Europa y Asia. En 2015 actuó como actor de obras unipersonales – entre ellas, el personaje cómico kusillu (“mono”) – en Noruega, Alemania, Suiza, Austria e Italia.
Como artista plástico construye sobre todo máscaras para teatros y festivales en el Perú y otros países.
Como actor de cine actuó en dos películas habladas en quechua: en el largometraje Retablo de Álvaro Delgado Aparicio (2020), hablado en quechua ayacuchano, como el padre Noé y en la cinta Samichay (2020) de Mauricio Franco Tosso, hablada en quechua cuzqueño, como el campesino Celestino. Su lengua materna es el quechua collao, y para la película Retablo tuvo que estudiar la variedad chanca. Participó también en la serie de TV Perú, El último bastión.

## Filmografía
- 2023: La piel más temida
- 2022: Hasta que nos volvamos a encontrar: Uberto
- 2020: Samichay: Celestino
- 2017: Retablo: Noé
- 2015: La deuda (Oliver's Deal): Florentino Gamarra
- 2014: El Campeón de la Muerte (Short)
- 2014: NN Sin identidad
- 2014: Extirpador de Idolatrías: Shaman

## Teatro
- Los músicos ambulantes
- Hasta cuando corazón
- Santiago
- Hecho en el Perú: Vitrinas para un museo de la memoria
- El último ensayo
- Con-cierto olvido

## Libros
- El Zorro y el Cuy
- Juegos de Muerte
- Hijo del Wamani
- El Gato Pany
- Willka Nina